# PuZZ:
PuZZ:（パズー）は日本の男性3人組バンド。
久保こーじプロデュースにより2000年6月1日『FIRE WOMAN』でPolydorからメジャデビュー。2002年活動休止。
2015年7月18日、「京急サマーフェスタin三浦海岸（夏小屋サウンドアネックス）」にPuZZ:として出演した。

## メンバー
| 名前     | パート           | 生年月日               | 備考                     |
| -------- | ---------------- | ---------------------- | ------------------------ |
| 神田陽太 | ボーカル・ギター | 1977年10月30日（47歳） |                          |
| 赤堀眞之 | ベース           | 1977年12月21日（47歳） | 2014年以前は「真之」表記 |
| 川畑大城 | ドラムス         | 1977年9月14日（47歳）  |                          |

サポートメンバー　葛西”Jack”進（ギター）

## ディスコグラフィ

### シングル
- FIRE WOMAN（2000年6月1日）POCH-1965
  1. FIRE WOMAN　- TBS系「THE!おいしい番組」エンディング・テーマ
  2. 風←ガンバルマン
  3. FIRE WOMAN（中堅工房MIX）
- We are（2000年10月4日）UPCH-5009
  1. We are
  2. I Feel Fine
  3. ユカは、(Shopping Mall Set)
  4. We are（中堅工房MIX）
- 夏色Sweet Heart（20001年6月13日）UPCH-5054
  1. 夏色Sweet Heart　- TBS系「SPO-LOVE2001」テーマソング
  2. Journey

### アルバム
- オフサイドに気をつけろ!?（2001年7月11日）UPCH-1087
  1. Horizon Blue
  2. Journey
  3. FIRE WOMAN
  4. Love Affair
  5. R-1
  6. スナック
  7. ただ暗闇だ
  8. 素敵なイメージ
  9. ユカは、
  10. my girl
  11. 夏色Sweet Heart
  12. We are
- PuZZ:（2002年5月4日）自主制作盤
  1. 大きな空で…　作詞・作曲：神田陽太
  2. 猛烈チョーさん　作詞・作曲：神田陽太
  3. 涙　作詞・作曲：神田陽太
  4. さようなら　作詞・作曲：赤堀真之
  5. 小さな花　作詞・作曲：神田陽太
  6. 離さないで　作詞・作曲：神田陽太
  7. season　作詞・作曲：神田陽太
  8. I love only you〜眩しい恋の花束を〜　作詞・作曲：神田陽太
  9. 泉〜心ある人〜　作詞・作曲：神田陽太
  10. Happy Time　作詞・作曲：神田陽太
  11. Last Number　作詞：赤堀真之・作曲：川畑大城
  12. Love Songs　作詞・作曲：赤堀真之